# Titularbistum Culusi
Das Bistum Culusi (italienisch diocesi di Culusi, lateinisch Dioecesis Culusitana) ist ein Titularbistum der römisch-katholischen Kirche.
Es geht zurück auf einen untergegangenen Bischofssitz in der gleichnamigen antiken Stadt, die in der römischen Provinz Africa proconsularis (heute nördliches Tunesien) lag. Der Bischofssitz war der Kirchenprovinz Karthago zugeordnet.
| Titularbischöfe von Culusi |                                                |                                                                      |                    |                    |
| Nr.                        | Name                                           | Amt                                                                  | von                | bis                |
| 1                          | Joachim N’Dayen Titularerzbischof pro hac vice | Koadjutorerzbischof von Bangui (Zentralafrikanische Republik)        | 5. September 1968  | 16. September 1970 |
| 2                          | Louis Vangeke MSC                              | Weihbischof in Port Moresby (Papua-Neuguinea)                        | 21. September 1970 | 1. März 1976       |
| 3                          | Imre Asztrik Várszegi OSB                      | Weihbischof in Esztergom und Territorialabt von Pannonhalma (Ungarn) | 23. Dezember 1988  |                    |